# Akšardham

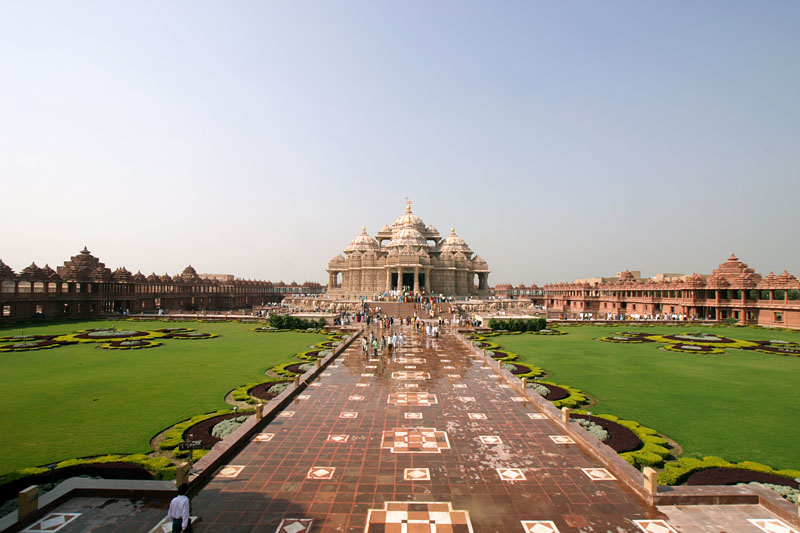
Chrámový komplex Akšardham

Akšardham (gudžarátsky દિલ્હી અક્ષરધામ, známý také jako Svámínárájanský Akšardham) je hinduistický chrámový komplex v Nové Dillí v Indii. Jeho stavba, na které se podílelo přes 10 000 lidí, trvala pět let. Byl otevřen v listopadu 2005, zobrazuje klasickou indickou a hinduistickou kulturu a architekturu. Stavba ve středu komplexu byla postavena podle vástu šástry.
Komplex leží na břehu řeky Jamuny a nachází se v něm např. zpívající fontána, rozlehlé zahrady, kino IMAX a výstavy z období indických dějin a života Svámínárájana. Svámínárájanovi, zakladateli současné višnuistické sekty pojmenované jeho jménem, je celý komplex věnován.

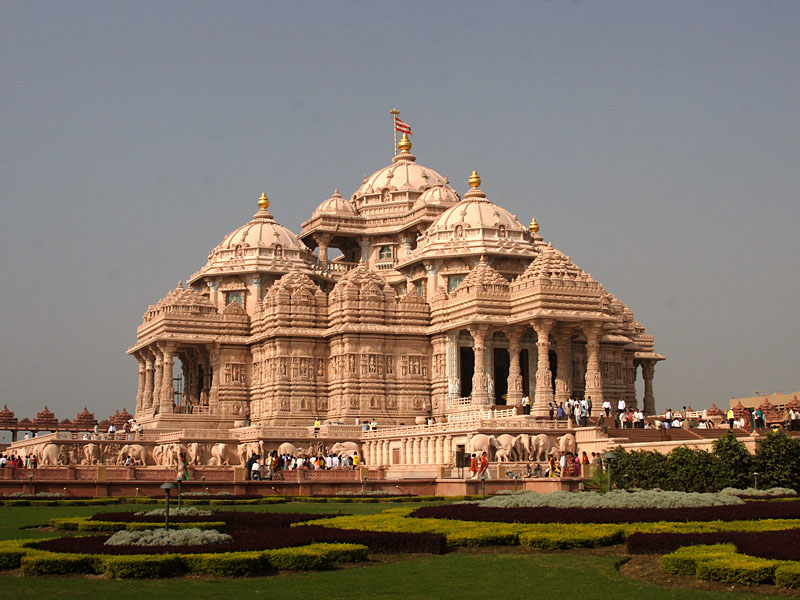
Mandir, ústřední budova komplexu

Ústřední budova, mandir nacházející se ve středu komplexu, je vysoká 43 m, šiřoká 96 m a dlouhá 110 m a jsou v ní vytesané detaily rostlin, živočichů, tanečníků, hudebníků a božstev. Při stavbě nebyly použity ocel ani beton, ale růžový pískovec a bílý mramor. Součástí mandiru je mimo jiné 148 soch slonů o celkové váze 3000 tun. Pod hlavní kopulí chrámu je socha Svámínárájana vysoká 3,4 m a okolo ní sochy dalších guru sekty.
Svými rozměry se chrám řadí mezi největší hinduistické chrámy na světě a v prosinci 2007 byl zapsán do Guinnessovy knihy rekordů jako vůbec největší. Tento údaj se ale ukázal jako kontroverzní a je možné, že minimálně tři další mandiry jsou větší.

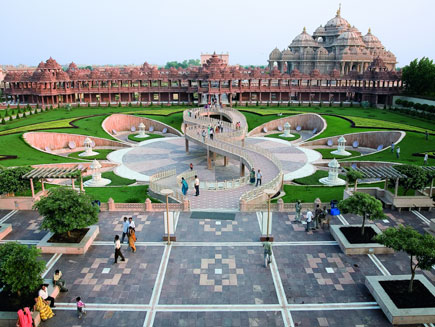
Zahrada ve tvaru lotosu